# شهرستان یاسوو
شهرستان یاسوو (به لهستانی: Powiat Jasło) یک شهرستان در لهستان است که در استان پودکارپاتسکیه واقع شده‌است. شهرستان یاسوو ۸۳۰٫۴۱ کیلومتر مربع مساحت و ۱۱۵٬۱۲۸ نفر جمعیت دارد.